# 宰孝
宰孝（韓語：재효），本名安宰孝，韓國男歌手，也是韓國男子組合Block B的成員之一。在2011年4月15日以單曲《Do U Wanna B?》正式出道。平時最大的興趣是釣魚，2017年登上韓國釣魚雜誌「月刊釣魚21」的封面，成為韓國偶像中的第一人。

## 經歷
- 2008年Mnet花美男連鎖事件釜山篇出演1等
- Best Nine School 臉贊3代臉贊出身
- 曾為韓國男子團體BEAST的預備成員

## 作品

### 音樂
所屬團體之共同作品，請參閱 Block B

### 綜藝節目
- 2012年KBS《出發夢之隊2》
- 2017年SBS《Game show遊戲樂樂》
- 2017年SBS MTV《和B-Bomb一起逃離吧》（떠나보니-비범과）特別出演
- 2018年SBS Plus《訪販少年團》（방판소년단）
- 2020年JTBC《偶像釣魚營》

### 戲劇
- 2012年電視劇《第一千個男人》友情客串
- 2015年網路劇《到底發生什麼事》（도대체 무슨 일이야）

### 音樂劇
- 2015年《RUN TO YOU ～Street Life～》
- 2016年《In the Heights》（인더하이츠）

## 外部連結
- 宰孝的Instagram帳戶
- 宰孝的X（前Twitter）